# Lecidella atrosanguinea
Lecidella atrosanguinea är en lavart som först beskrevs av Heinrich Gustav Flörke, och fick sitt nu gällande namn av Rolf Santesson. Lecidella atrosanguinea ingår i släktet Lecidella, och familjen Lecanoraceae. Arten är reproducerande i Sverige.